# DN17
De DN17 (Drum Național 17 of Nationale weg 17) is een weg in Roemenië. Hij loopt van Dej via Beclean, Bistrița, Vatra Dornei, Câmpulung Moldovenesc en Gura Humorului naar Suceava. De weg is 252 kilometer lang. 

## Europese wegen
De volgende Europese weg loopt met de DN17 mee:
- Dej - Suceava (gehele traject)